# Bobbing
Bobbing är en ort och civil parish i grevskapet Kent i sydöstra England. Orten ligger i distriktet Swale och utgör en västlig förort till Sittingbourne. Civil parishen hade 2 913 invånare vid folkräkningen år 2021.